# U 21-landslag
Ett U 21-landslag är ett landslag för alla personer upp till 21 år som idrottar. I vissa sporter får även personer som är upp till ett år äldre spela i samma landslag. Det beror på att åldern kollas när kvalifikationen för ett mästerskap börjar och inte när själva mästerskapet genomförs.
U21-landslagens syfte är att ge unga talanger övning så att de i sinom tid lättare kan ansluta sig till seniorlandslaget. För U21-landslag finns Europamästerskap och världsmästerskap. Under år med olympiska spel räknas dessa som världsmästerskap.

## Sveriges U21-landslag
- Sveriges U20-damlandslag i handboll
- Sveriges U21-damlandslag i fotboll
- Sveriges U18-damlandslag i ishockey

- Sveriges U21-herrlandslag i handboll
- Sveriges U21-herrlandslag i fotboll
- Sveriges U20-herrlandslag i ishockey